# 陳德偉 (渥太華市議員)
陳德偉（英語：Eli El-Chantiry，1957年4月23日出生）是渥太華市議員及渥太華警政委員會（Ottawa Police Services Board）主席。
陳德偉於1957年在黎巴嫩出生，18歲時隨家人移居加拿大。由渥太華大學畢業後，他成為一名商人，在西卡爾頓Constance Bay經營燈塔餐廳（Lighthouse Restaurant）。
陳德偉在2003年渥太華選舉中競選市議會，以接替即將退休的Dwight Eastman議員。他最終以29票擊敗退休教師候選人Adele Muldoon獲勝。
在2007年6月13日渥太華市長Larry O'Brien決定辭去渥太華警政委員會（Ottawa Police Services Board）主席職務後，陳德偉被提名為該委員會的新領導人，這一委任後於2007年6月得到確認。
在公眾對陳德偉的2014年競選支出作出申訴後，他的財務狀況受到了審計。審計公司在他的費用申報中發現了一個「文書上的錯誤」（clerical error），且他的提名費退款的會計處理存在問題。此外，還有一個問題是陳德偉沒有考慮2014年重複使用的競選標牌，但審核員無法確定這些標牌的價值。委員會最終沒有將他定罪。
多年來，渥太華警政委員會主席陳德偉成為多宗警隊人員失職事件的焦點，因而再次陷入困境。渥太華警察協會（Ottawa Police Association，與渥太華警政委員會乃不同組織）主席Matt Skof更於2016年3月公開要求陳德偉辭職。
在2018年市長競選中，陳德偉支持吉姆·沃森（Jim Watson）競逐市長職位。
2018年7月下旬，在渥太華警察協會主席Matt Skof與一名匿名消息人士之間的錄音對話中，陳德偉被稱是臥底賄賂的目標。
作為渥太華警政委員會主席，2018年6月，陳德偉宣布委任前杜林區警隊的Uday Jaswal擔任渥太華副警察總長。陳德偉表示，Jaswal獲委任是因其成功擊敗其他四名由全國範圍選出的競爭對手；他「符合所有標準」，「是一位年輕的、創新型的思考者」，「受過良好教育，會說（英法）雙語」。
2018年10月，陳德偉第五次當選為第5選區的市議員。
2019年1月，因其被第一位女性警政委員會主席迪恩斯（Diane Deans）擊敗，陳德偉不再擔任渥太華警政委員會的成員及主席。
2022年2月16日，由於「2022年自由車隊」（Freedom Convoy 2022）在該市舉行了歷史性的大型車隊示威。因對渥太華警隊在示威中的執法不滿，市議會決定全面改革警政委員會，並罷免時任警政委員會主席迪恩斯（Diane Deans）的職務，陳德偉獲委任再次成為渥太華警政委員會主席。

## 外部連結
- City biography
- CBC News. . Canadian Broadcasting Corporation. 13 November 2006  [2007-06-21]. []
- Lewis, Katie. . Ottawa Citizen. 2006  [2007-06-21]. （原始内容存档于2020-04-23）. with files from Kenyon Wallace